# Петровское (Петровский сельский совет, Старобешевский район)
Петровское (укр. Петрівське) — село на Украине, находится в Старобешевском районе Донецкой области. Контролируется ДНР.            

## География
В Донецкой области имеются ещё 10 одноимённых населённых пунктов, в том числе 1 в том же Старобешевском районе: село Петровское (Стыльский сельский совет); 3 в соседнем Волновахском районе: посёлок Петровское к востоку от пгт. Еленовка (Еленовский поселковый совет), село Петровское к северо-востоку от Степного (Петровский сельский совет); 1 в соседнем Тельмановском районе: село Петровское к юго-западу от Тельманова.
Село расположено на реке под названием Кальмиус.

#### Соседние населённые пункты по странам света
СЗ: Старобешево (выше по течению Кальмиуса)
З: Кипучая Криница, Родниково
ЮЗ: Подгорное, Раздольное (ниже по течению Кальмиуса)
Ю: город Комсомольское, Весёлое (ниже по течению Кальмиуса), Андреевка
С: Ребриково, Береговое (выше по течению Кальмиуса)
СВ: Новокатериновка, Прохоровское, Шмидта
В: Ленинское
ЮВ: Войково, Новозарьевка, Зелёное 

## Население
Население по переписи 2001 года составляло 1069 человек.

## Общие сведения
Код КОАТУУ — 1424586001. Почтовый индекс — 87221. Телефонный код — 6253.

## Адрес местного совета
87242, Донецкая область, Старобешевский р-н, с.Петровское, ул.Центральная, д.1а